# 水口煙管

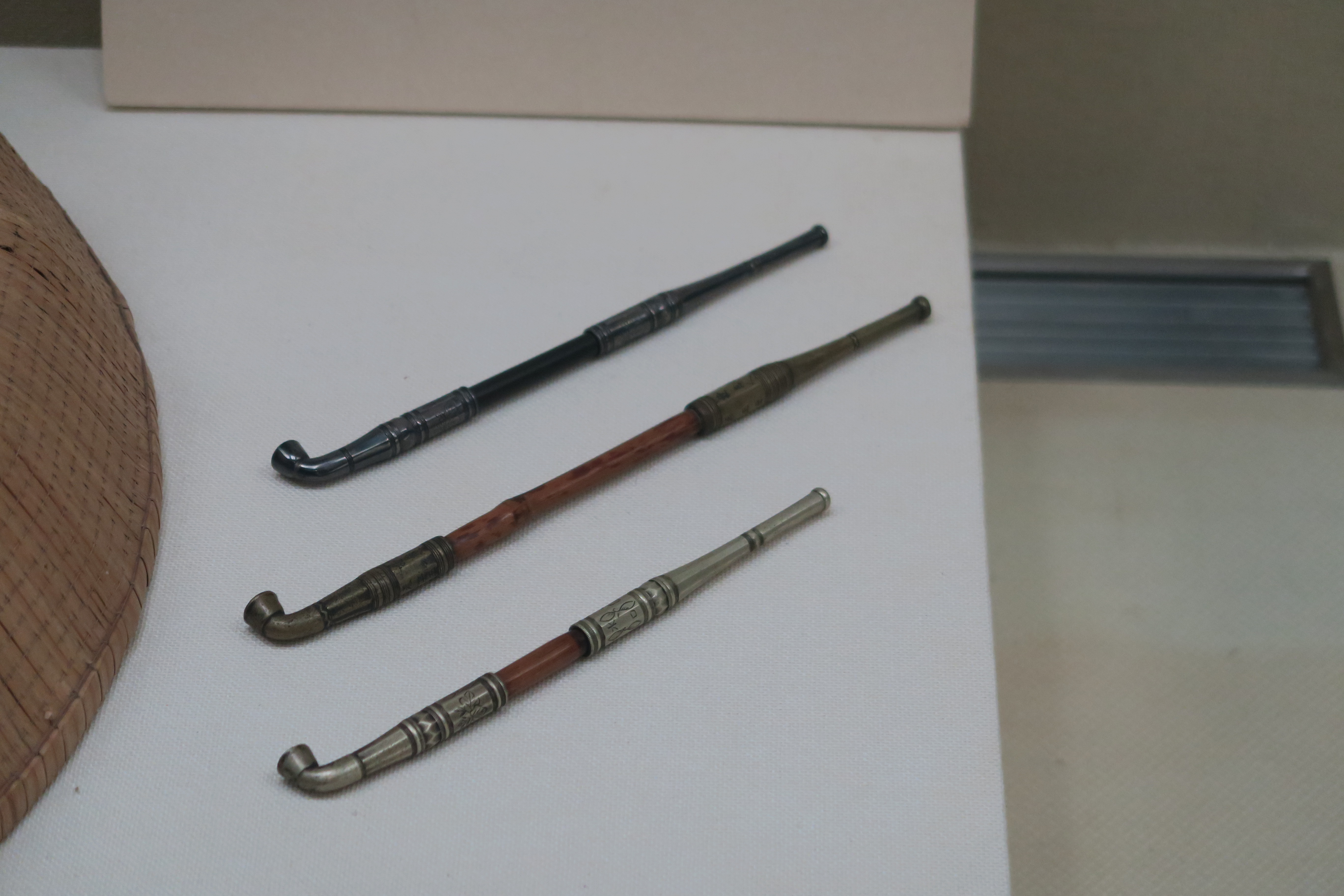
水口煙管（水口歴史民俗資料館に展示）

水口煙管（みなくちきせる）とは、江戸時代に東海道水口宿（現在の滋賀県甲賀市水口町）の名物土産として広く知られていた煙管である。

## 概要
1796年刊の大槻玄沢によるたばこ研究書「蔫録」によると、日本で最初に作られたという煙管の木版画があり、それには「太閤銅」と「水口 権兵衛 吉久 天正五」と刻まれており、1577年に豊臣秀吉の好みで水口の権兵衛吉久に作らせたと言われている。16世紀末の遺品は見つかっていないが、江戸時代初頭の旧江戸城下で発見され、全国的に流通したことが確認されており、明治期まで流行した。
1638年刊の「毛吹草」に煙管の産地の一つとして水口宿が記載されている。

## 狂言での利用
1771年3月上演の「助六」狂言で揚巻は水口煙管を吸っており、遊女の差し出す煙管に水口煙管を使っている。助六のパロディーである「新板替道中助六」で朝顔千兵衛が「総角様は水口の名物の煙管を長羅宇にして」と言う表現があり、1793年まで揚巻は水口煙管を用いていたと考えられる。